# Židovský hřbitov ve Veselí nad Moravou
Židovský hřbitov ve Veselí nad Moravou byl založen v roce 1784. Nachází se vedle základní školy na Masarykově ulici, asi 500 m jižně od veselského zámku.
Na ploše 1536 m2 se dochovalo kolem dvou set náhrobních kamenů (macev), nejstarší z nich pocházejí z konce 18. století. Na hřbitov se vstupuje průchozí márnicí. Nachází se zde i památník obětem holokaustu.
Veselská židovská komunita přestala existovat podle zákona z roku 1890. Do německé okupace v březnu 1939 se o hřbitov starala židovská obec v Uherském Ostrohu.

## Galerie

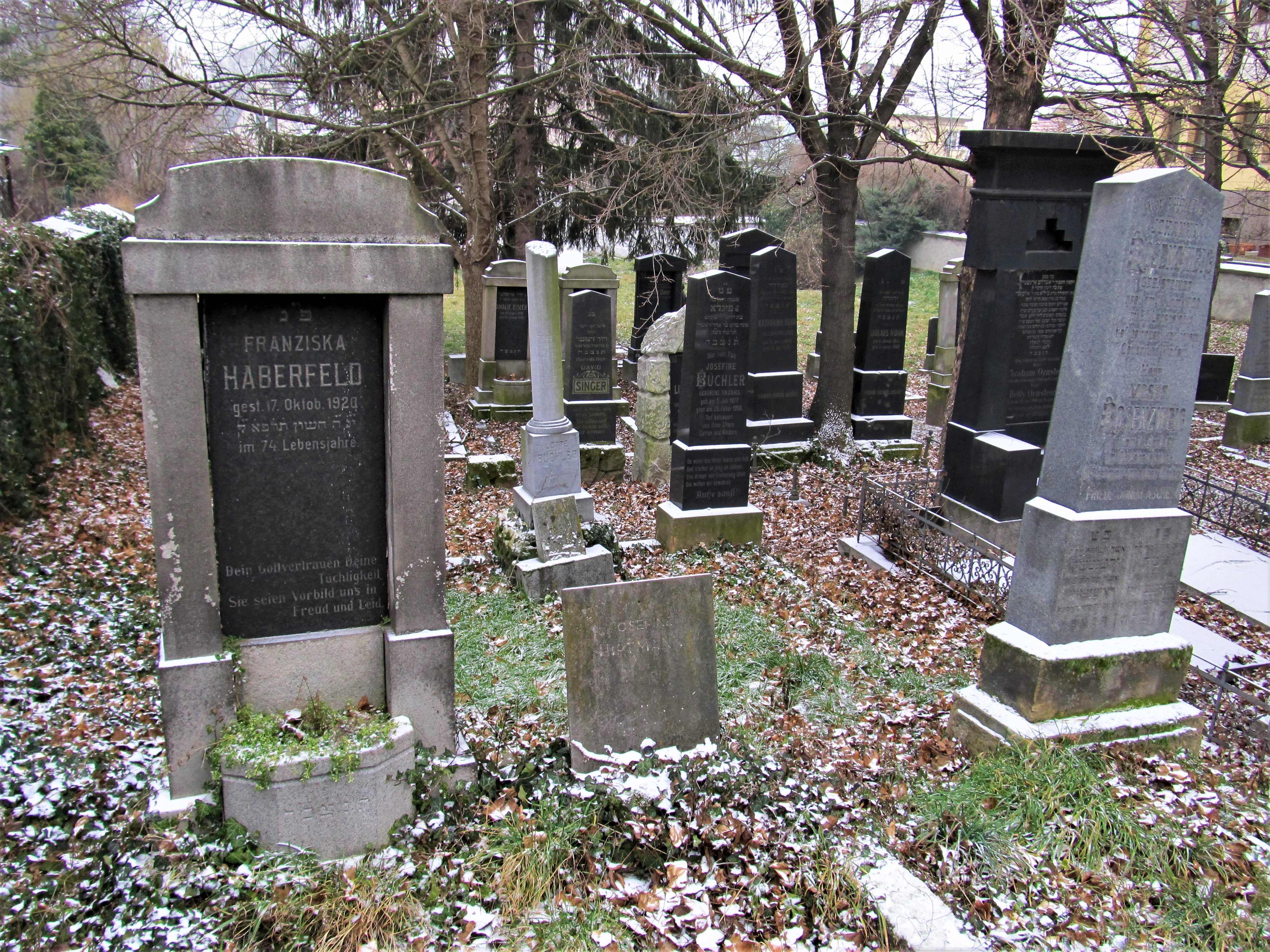
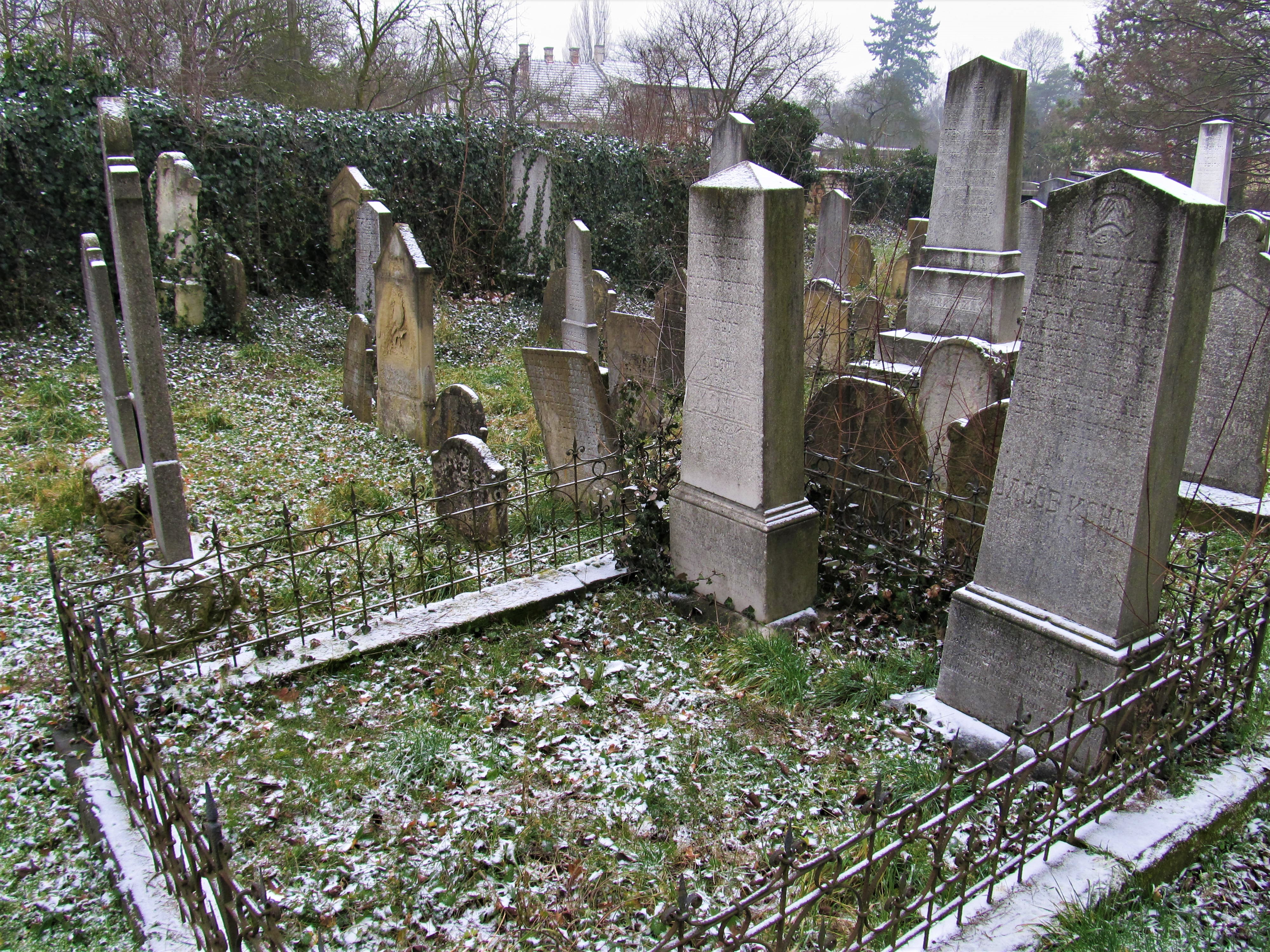
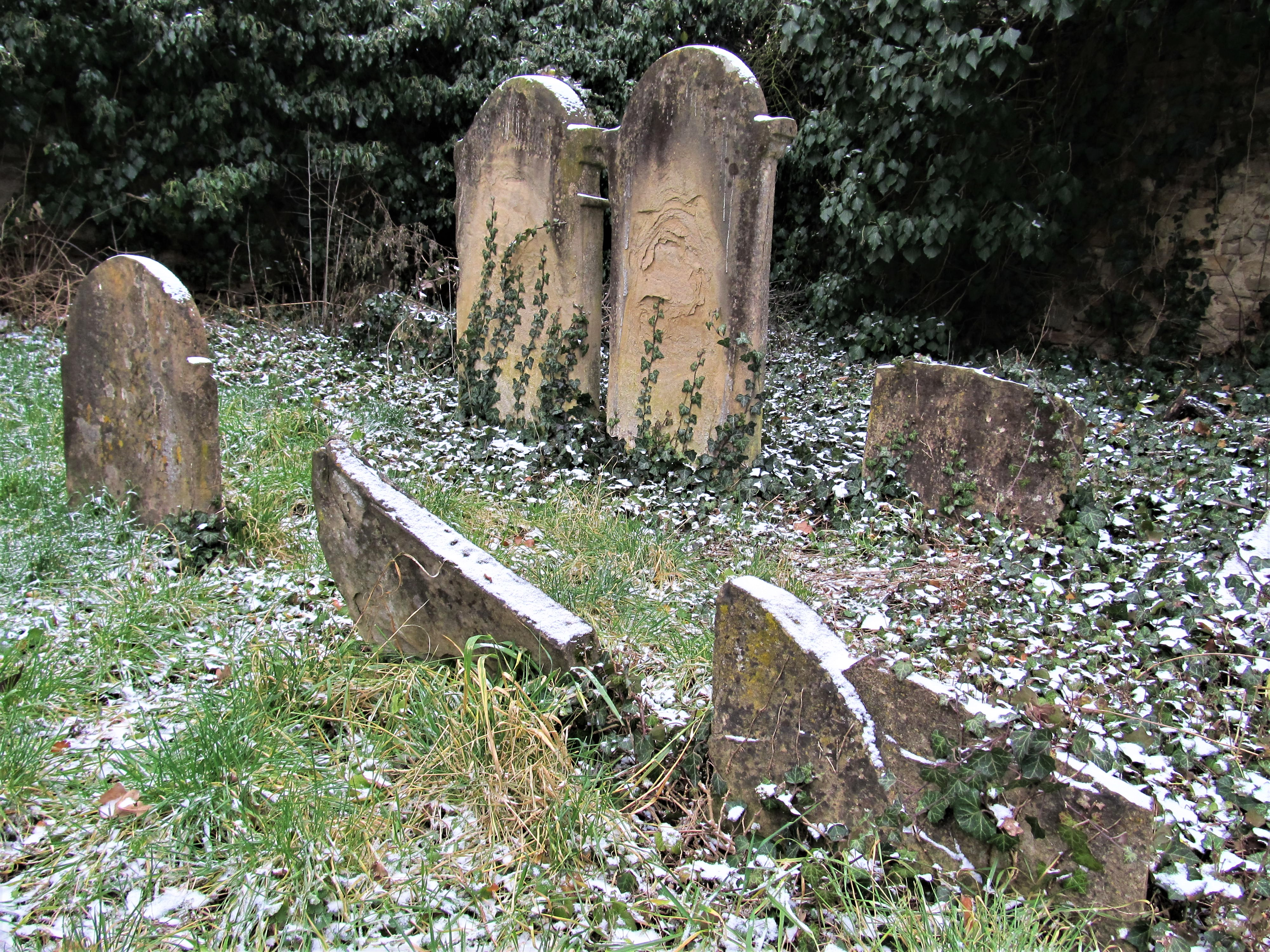
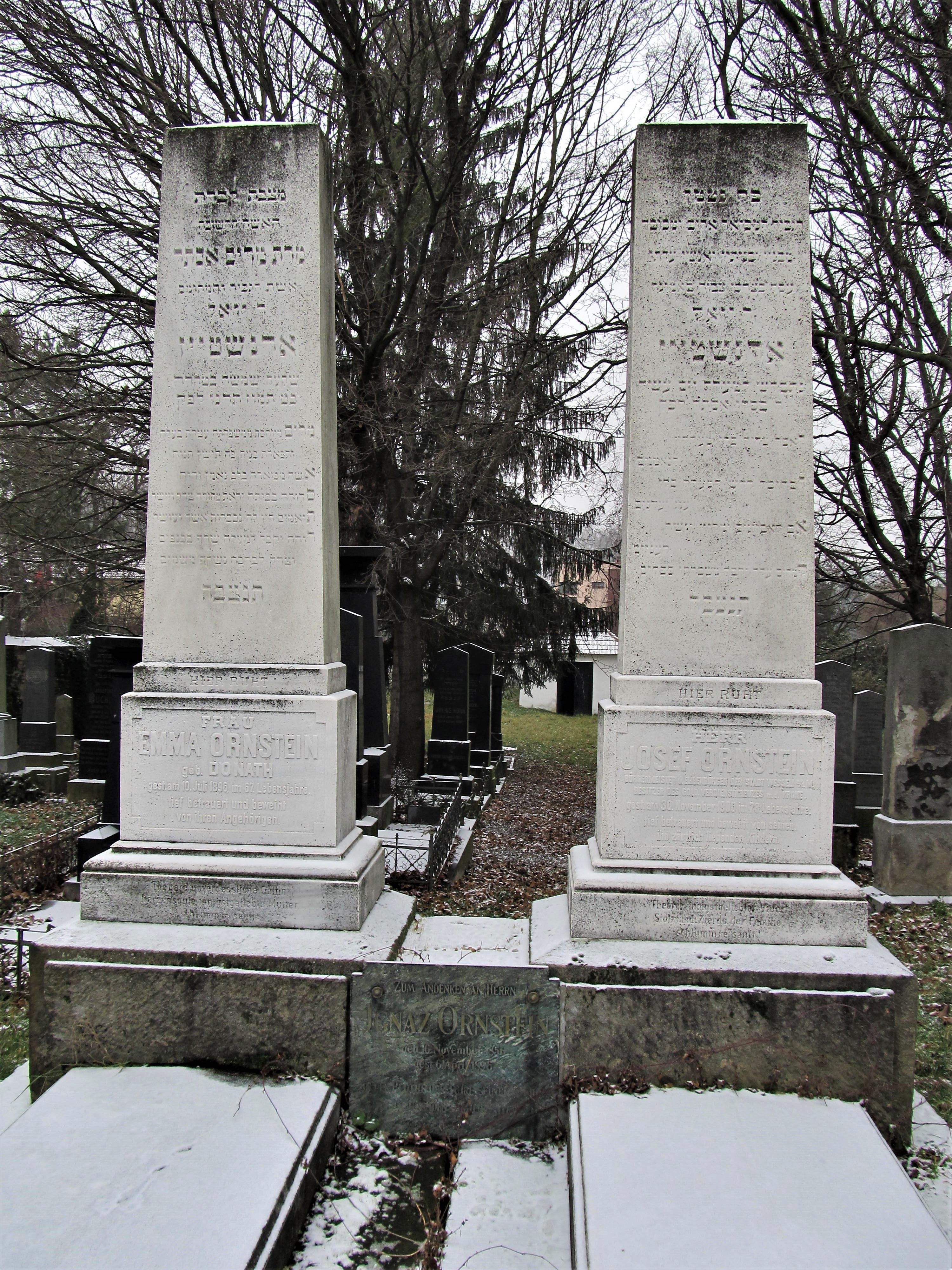
Hrobka veselského starosty Josefa Ornsteina (1823–1900)
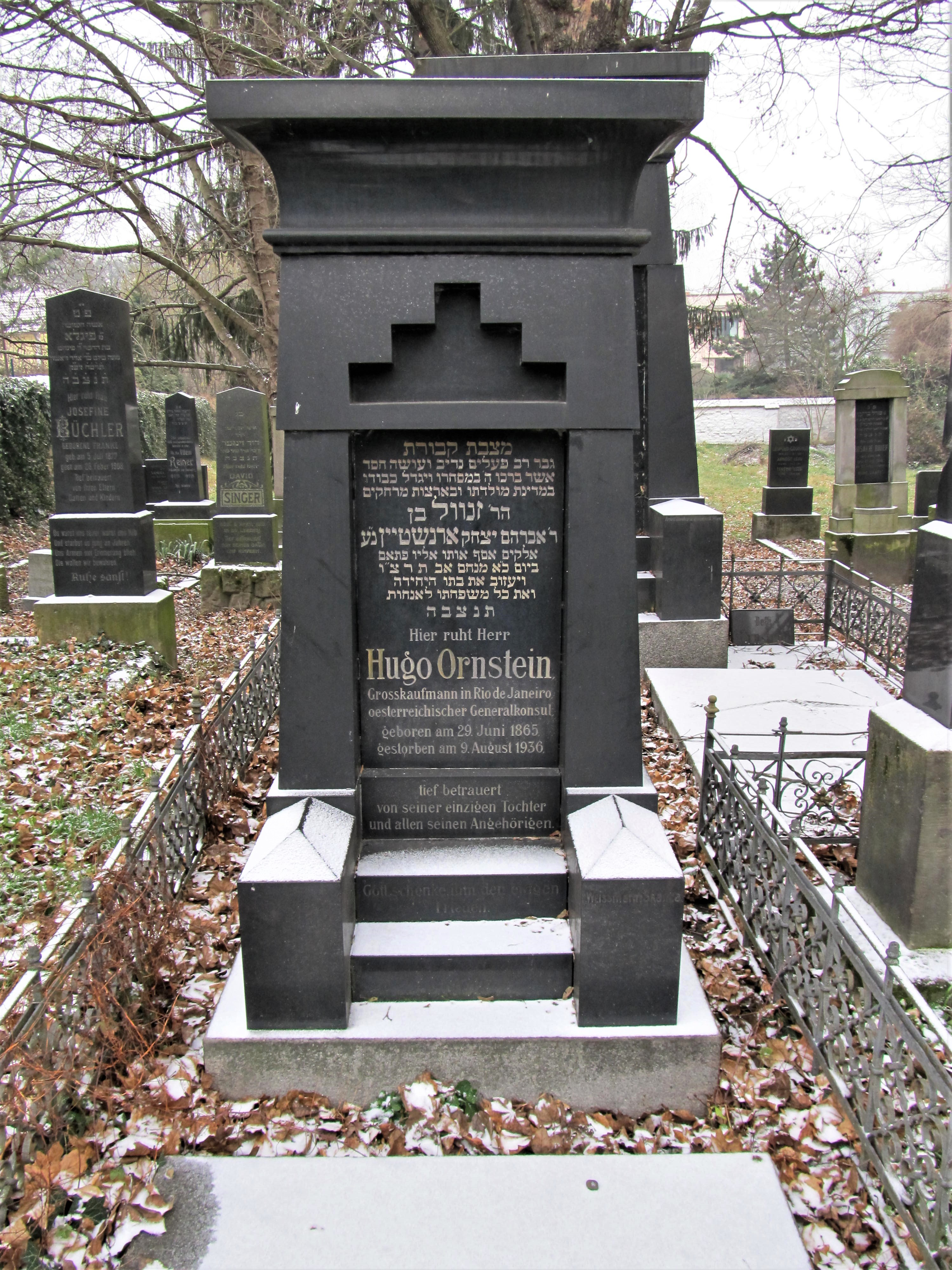
Hrobka Huga Ornsteina (1865–1936), rakouského generálního konzula v Brazílii